# Kąt martwy

Kąt martwy - na rysunku oznaczony na czerwono

Kąt martwy – w żeglarstwie jest to taki kąt kursowy względem wiatru, w którym nie może poruszać się jednostka o napędzie żaglowym, ponieważ wiatr nie wytwarza odpowiedniej siły nośnej na żaglu. Na rysunku zaznaczony kolorem czerwonym.
"Szerokość" kąta martwego nie jest stała, a zależy ona od siły wiejącego wiatru, typu łodzi oraz użytego ożaglowania. Np. żaglowce rejowe mają o wiele szerszy kąt martwy niż żaglowce z ożaglowaniem łacińskim (trójkątnym)
Czasami zależy nam na poruszaniu się w kierunku, skąd wieje wiatr. Stosujemy wtedy technikę zwaną halsowaniem.